# Sancia de Mallorca, Regină a Neapolelui
Sancia de Mallorca sau Sancha (n.c. 1281 – d. 28 iulie 1345) a fost regină a Neapolelui din 1309 până în 1343 prin căsătoria cu Robert de Anjou și regentă din 1343 până în 1344, fiica sa vitregă Ioana I de Neapole fiind minoră.

## Biografia
Sancia a fost a doua fiică a regelui Iacob al II-lea de Mallorca și a soției sale Esclarmonde de Foix. Data exactă a nașterii ei nu este cunoscută.
Pe 17 iunie 1304 la Perpignan Sancia s-a căsătorit prin procură cu Robert de Anjou, duce de Calabria, moștenitorul văduv al tronului Regatului Neapole. Nunta a avut loc trei luni mai târziu pe 20 septembrie în Palatul Regal din Collioure. Din această căsătorie nu au rezultat copii. Sancia a devenit regină consoartă în Neapole pe 5 mai 1309 la moartea socrului ei, regele Carol al II-lea de Neapole.

Sancia l-a primit la curtea regală pe fratele ei, Filip de Mallorca, care se alăturase călugărilor franciscani. El voia să practice strict Regulile Sfântului Francisc din Assisi adunând în jurul său un grup care a fost cunoscut sub numele de „frații vieții sărace”. Acest grup a avut o mare influență asupra regelui și a reginei din Neapole și a confidentei acesteia, Delphine de Glandèves. Filip i-a cerut surorii și cumnatului său să intervină pe lângă papă la Avignon pentru a obține aprobarea transformării Mănăstirii Sf. Clara (care fusese fondată de aceștia în 1313)  într-un loc destinat „fraților vieții sărace”. Papa Benedict al XII-lea însă a pus capăt speranțelor lor prin trei bule papale emise pe 24 iunie 1336, 20 februarie 1337 și 7 august 1340.
După moartea lui Filip de Mallorca în 1342, Sancia și soțul ei au rămas sub influența „fraților vieții sărace” găzduind în Castelul Nuovo doi episcopi ai acestora, Ioan Bertholeo și Wilhelm de Scala, devenit confesorul reginei, și pe conducătorul lor, fratele Roberto (al cărui nume real era Roberto de Mileto).
Sancia ceruse deseori Papei desfacerea căsătoriei ei, pentru a deveni călugăriță. Regele Robert a murit pe 20 ianuarie 1343, iar Sancia a devenit regentă deținând tutela nepoatei și succesoarei soțului ei, Ioana I de Neapole. În testamentul datat cu patru zile înaintea morții sale, pe 16 ianuarie, Robert a stabilit un Consiliu de regență care urma să cârmuiască regatul până când tânăra Ioana devenea majoră la vârsta de douăzeci și cinci de ani. Consiliul era condus de Sancia. Când Francesco Petrarca a sosit la Neapole în septembrie 1343 ca ambasador al papei Clement al VI-lea, el a descris regatul ca „o corabie care urma să se scufunde” punând în special în discuție rezultatul muncii fratelui Roberto. Petrarca l-a descris ca: un om mic și gras, îmbrăcat în zdrențe, sprijinit în baston și purtând pălărie care părea a fi abjecția în persoană - „un animal oribil cu trei picioare”.
Ca regentă Sancia și-a susținut nepoata vitregă în primul an împotriva altor facțiuni, însă ineficiența Consiliului de regență l-a forțat pe papă să-și impună conducerea directă prin trimiterea cardinalului Aimery de Châtelus la curte.
La prima aniversare a morții soțului ei pe 20 ianuarie 1344, sub influența capelanilor și confesorilor ei, Sancia a renunțat oficial la regență și a devenit călugăriță la Mănăstirea „Santa Maria della Croce” din Neapole, supranumită „locul celor îngropați de vii” (sepolte vive). Ea a murit acolo optsprezece luni mai târziu pe 28 iulie 1345, la vârsta de aproximativ 64 de ani. Inițial Sancia a fost înmormântată în această mănăstire, însă ulterior rămășițele ei au fost mutate în Bazilica Santa Chiara.